# Croton menthodorus
Espèce
Statut de conservation UICN

 NT  : Quasi menacé
Croton menthodorus est une espèce de plantes à fleurs du genre Croton et de la famille Euphorbiaceae présente de la Colombie à l'Équateur.
Il a pour synonymes :
- Croton menthodorus var. riveti, Danguy & Cherm., 1922
- Oxydectes menthodora, (Benth.) Kuntze